# Port d'Orle
Le port d'Orle (Pòrt d'Òrla en espagnol) est un col de la chaîne pyrénéenne situé à 2 328 ou 2 331 m d'altitude à la frontière entre la France (département de l'Ariège, Occitanie) à l'est et l'Espagne (val d'Aran, Catalogne) à l'ouest.

## Toponymie
Le qualificatif de « port » (latin portus) désigne dans les Pyrénées un col. La racine Or signifierait rivière blanchâtre, comme l'Orle, affluent du Lez, qui coule dans sa vallée ainsi dénommée et qui aurait également donné son nom au col au dessus et au pic voisin. Nous pouvons effectuer un lien toponymique avec la commune d'Orlu avec sa rivière Oriège.

## Géographie
Situé à l'altitude de 2 328 ou 2 331 m, le col permet de joindre uniquement par voie pédestre la vallée du Lez (commune de Bonac-Irazein) au nord et la vallée de la Noguera Pallaresa (commune de Naut Aran) au sud.

## Histoire
Ce col était très fréquenté avant l'avènement de l'automobile, permettant aux éleveurs, aux colporteurs, aux contrebandiers et lors de conflits de passer d'un versant à l'autre des Pyrénées centrales. En vertu des accords de lies et passeries entre les communautés montagnardes des deux versants, étaient exercées la jouissance indivise des pâturages d'altitude et une liberté de commercer. Le val d'Aran, sur le bassin versant de la Garonne qui y prend sa source, barré vers l'Espagne par la Maladeta notamment en hiver (le tunnel de Vielha ne sera ouvert qu'en 1948), était enclin naturellement à se fournir avec la France pour de très nombreuses marchandises. Le partage de la langue occitane facilitait encore ces échanges. Les importations d'Espagne étaient elles réduites au sel, à la laine de mouton, etc.
L'extraction minière en vallée du Biros a commencé en 1853 dans les mines de Bentaillou à Sentein. Plus haute d'Europe et à proximité immédiate du port d'Orle, la mine de la Mail de Bulard (2 350 m) a été ouverte en 1901, si dangereuse sur des pentes abruptes qu'elle fut qualifiée de « mangeuse d'hommes ». Ces deux sites miniers étaient aussi reliés sur le versant espagnol aux mines de Montoulieu et du Fourcail. On y extrayait la blende (zinc) et la galène (plomb et argent) dans des conditions extrêmes, les minerais étant descendus vers la vallée d'Orle pour arriver à Lascoux (hameau de Bonac-Irazein) pour partie par des transbordeurs aériens et pour partie par voies ferroviaires.

## Activités

### Protection environnementale
Depuis 2003, le port d'Orle est au cœur d'un site Natura 2000 intitulé « Vallée de l'Isard, mail de Bulard, pics de Maubermé, de Serre-Haute et du Crabère ». S'il est fréquenté d'une manière certaine par l'ours, d'autres espèces particulièrement rares ou endémiques des Pyrénées se trouvent dans le périmètre défini, comme l'aigle royal, le gypaète barbu, le desman des Pyrénées et le lézard pyrénéen du val d'Aran (Iberolacerta aranica). Endémique de ce secteur des Pyrénées centrales, il est considéré en danger (EN) sur la liste rouge de l'Union internationale pour la conservation de la nature.

### Randonnée

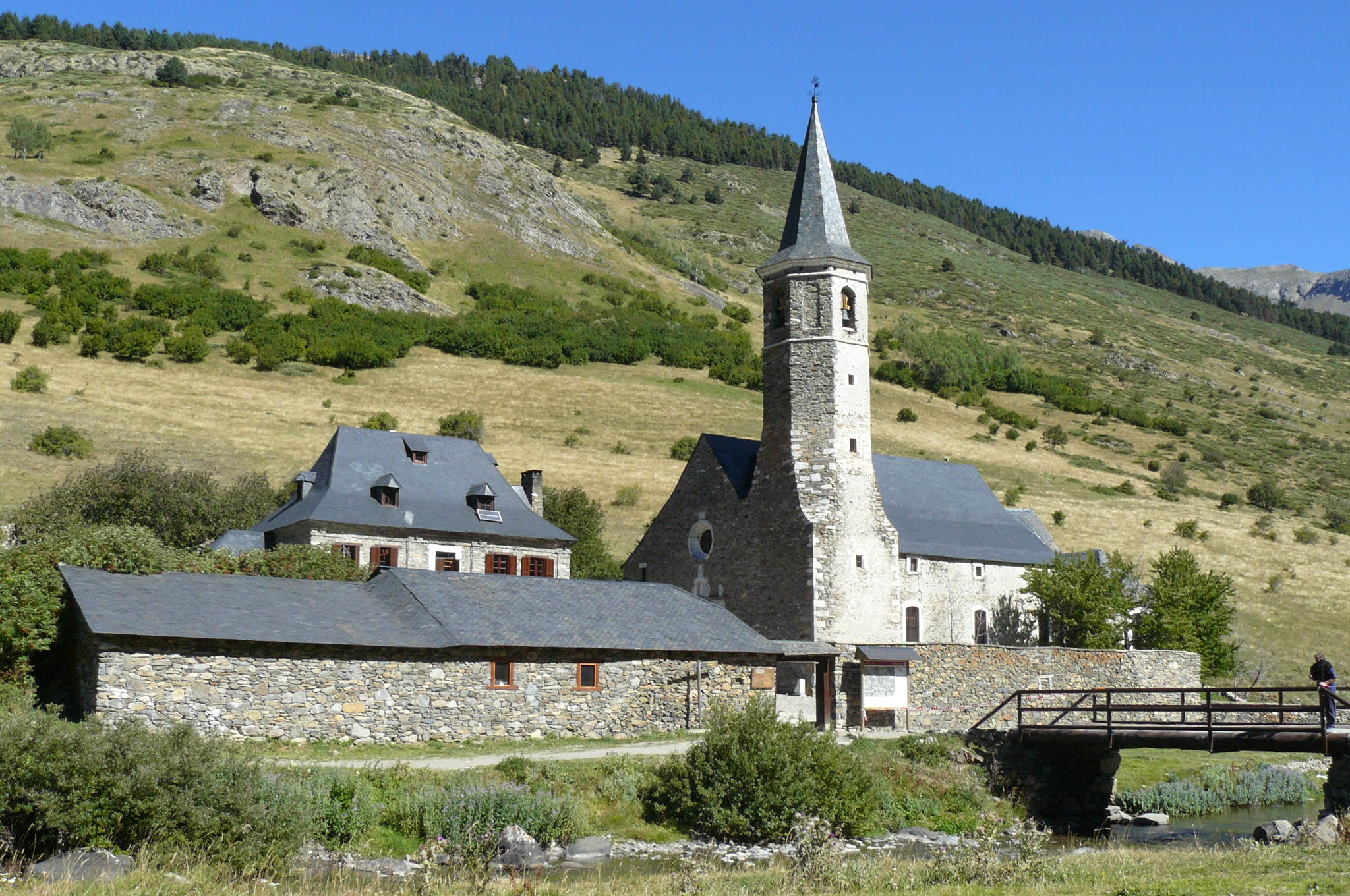
Le sanctuaire de Notre-Dame de Montgarri, en Val d'Aran

Le port d'Orle est concerné par de nombreuses randonnées et itinéraires. Le refuge Pons, non gardé, de huit places est à 150 m sous le port, côté français.
Chaque 2 juillet, si le temps le permet, il est de tradition pour nombre de Couserannais, garés au parking de la Pucelle dans la vallée d'Orle, de se rendre à pied par le port d'Orle au pèlerinage de Notre-Dame de Montgarri (1 655 m) sur la commune de Naut Aran.